# دانشگاه کالیفرنیا

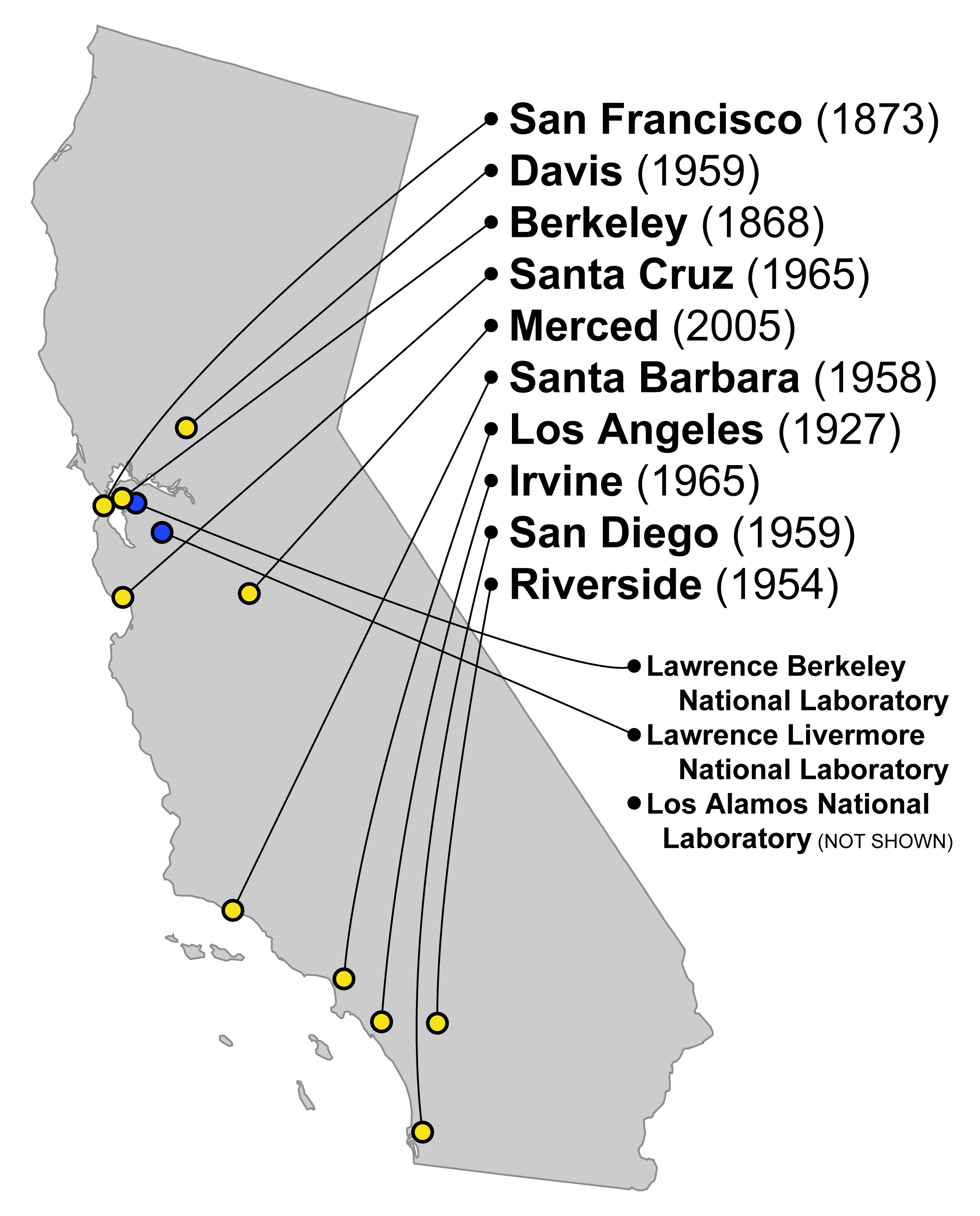
نقشه محل ده دانشگاه سیستم دانشگاه کالیفرنیا

دانشگاه کالیفرنیا (به انگلیسی: University of California) یکی از بزرگ‌ترین سامانه دانشگاهی در آمریکا است و متشکل از ده دانشگاه، یک دانشکده حقوق و یک آزمایشگاه ملی است.

## اعضا
- دانشگاه کالیفرنیا، دیویس
- دانشگاه کالیفرنیا، ارواین
- دانشگاه کالیفرنیا، لس آنجلس
- دانشگاه کالیفرنیا، مرسد
- دانشگاه کالیفرنیا، سانتا باربارا
- دانشگاه کالیفرنیا، سانتا کروز
- دانشگاه کالیفرنیا، برکلی
- دانشگاه کالیفرنیا، سان فرانسیسکو
- دانشگاه کالیفرنیا، ریورساید
- دانشگاه کالیفرنیا، سن دیگو
- کالج حقوق دانشگاه کالیفرنیا، سان فرانسیسکو

## نگارخانه

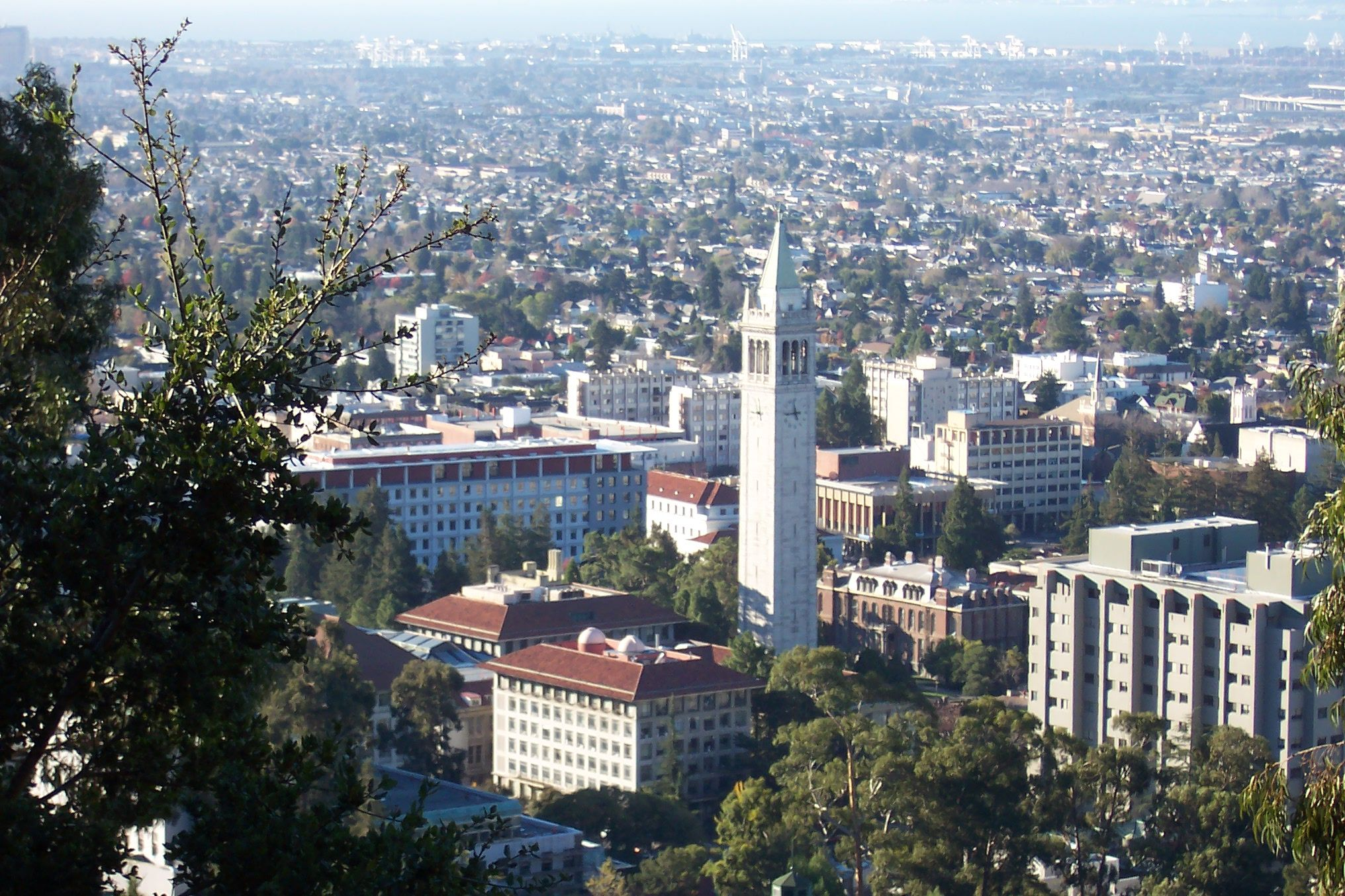
برکلی
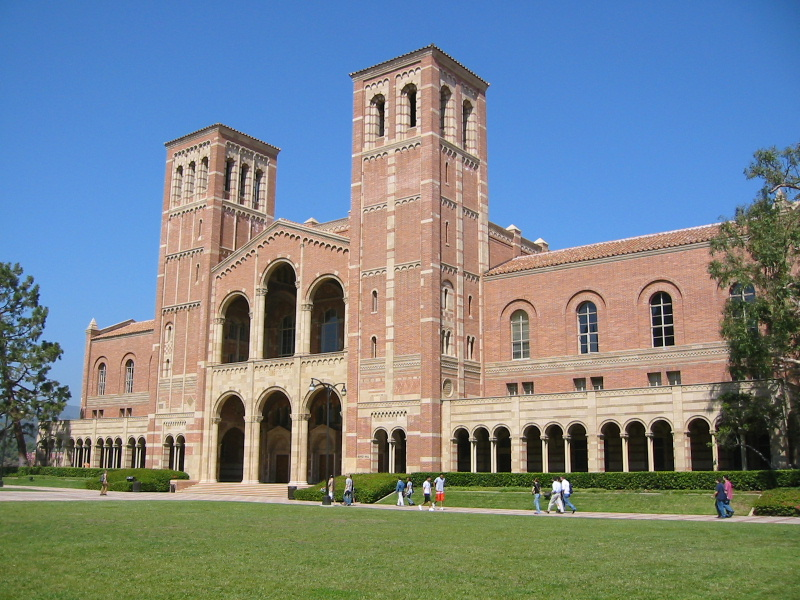
یو سی ال ای
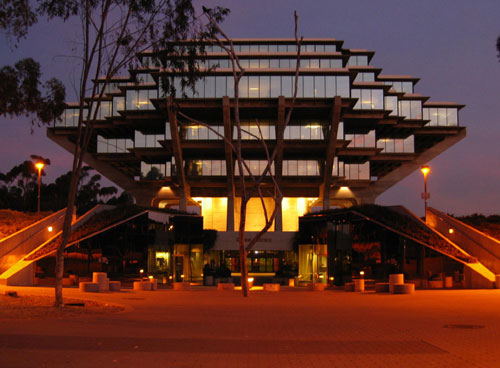
سن دییگو
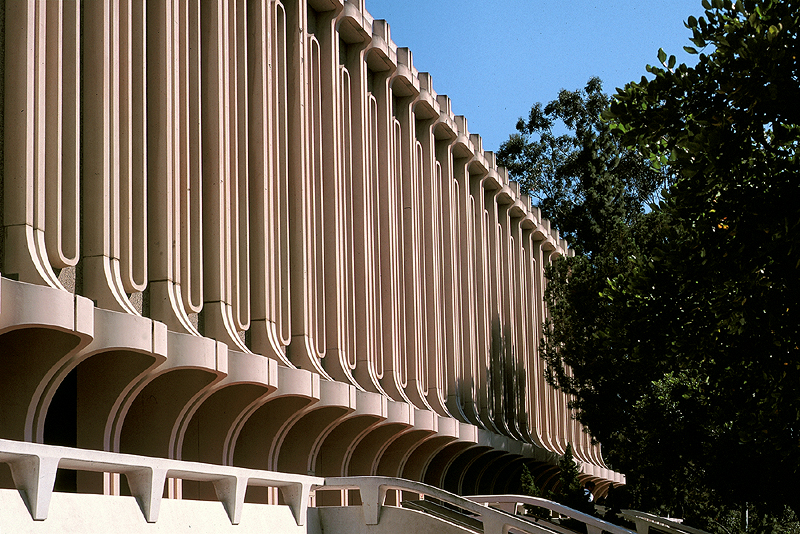
اِرواین